# 브로민화 칼슘
브롬화칼슘(Calcium bromide, 브로민화 칼슘)은 화학식 CaBr2을 갖는 화합물의 이름이다. 개별 화합물에는 무수 물질(x = 0), 6수화물(x = 6) 및 희귀한 이수화물(x = 2)이 포함된다. 모두 물에 용해되는 흰색 분말이며, 이 용액에서 6수화물이 결정화된다. 수화된 형태는 주로 일부 굴착 유체에 사용된다.

## 합성, 구조 및 반응
이는 산화 칼슘, 탄산 칼슘과 브롬화 수소산의 반응 또는 칼슘 금속과 브롬 원소의 반응에 의해 생성된다.
이는 팔면체 Ca 중심이 6개의 브롬화물 음이온과 결합되어 다른 Ca 중심과도 연결되는 금홍석 구조를 채택한다.
공기 중에서 강하게 가열되면 브롬화칼슘은 산소와 반응하여 산화칼슘과 브로민을 생성한다.
2 CaBr2 + O2 → 2 CaO + 2 Br2
이 반응에서 산소는 브롬화물을 브롬으로 산화시킨다.

## 용도
주로 굴착 유체의 밀도가 높은 수용액으로 사용된다. 또한 신경증 약물, 냉동 혼합물, 식품 방부제, 사진 및 방화제에도 사용된다.
브롬화칼슘은 트리페닐포스핀 옥사이드와 복합체를 형성하여 크로마토그래피를 사용하지 않고도 반응 혼합물에서 트리페닐포스핀 옥사이드를 제거할 수 있는 것으로 나타났다.